# Horace Tabor
Horace Austin Warner Tabor (26 novembre 1830–10 avril 1899), aussi connu sous le nom de Silver Dollar Tabor et de The Bonanza King of Leadville était un prospecteur américain, un homme d'affaires et un politicien né à Holland (Vermont). Sa vie et celle de sa seconde femme ont été racontées dans l'opéra de Douglas Moore The Ballad of Baby Doe. 

## Histoire

### Début
Tabor quitta sa maison à l'âge de 19 ans pour travailler dans des carrières de pierres du Maine et du Massachusetts.  En 1855, il partit dans le territoire du Kansas avec d'autres colons. Il devint fermier dans le comté de Riley près d'un endroit aujourd'hui nommé Tabor Valley.  
En 1857, Tabor retourna brièvement dans le Maine pour se marier avec Augusta Pierce. Leur fils Macxy est né en 1859.  En 1859, lorsque des rumeurs de découvertes d'or dans la région de Denver commença à grandir, le couple se rendit dans la région. Il y chercha de l'or jusque 1877 avant de déménager à Leadville (Colorado).  Là, tout en continuant à chercher de l'or, il s'engagea dans la politique et les affaires. Il ouvrit un magasin avant de devenir maire de la ville en 1878.

### Le roi de l'argent
Le 3 mai 1878, la mine nommée « Little Pittsburg » appartenant à August Rische et George Hook mit au jour d'énormes filons d'argent et donna naissance à une ruée vers l'argent au Colorado. Tabor fit affaire avec les deux propriétaires et racheta en échange une partie des parts de la mine. Il vendit plus tard sa participation pour un montant de près d'un million de dollar et acheta ainsi la mine plus intéressante de Matchless Mine pour 117000 dollars. Tabor investit alors son argent dans des journaux, des banques, un opéra à Leadville et à Denver.
En 1878, il fut élu Lieutenant-gouverneur du Colorado, jusqu'en 1884. Il fut sénateur américain du 27 janvier 1883 au 3 mars 1883. Le 1er mars 1883, Tabor rendit légale sa relation avec Elizabeth "Baby Doe" McCourt lors d'une cérémonie publique de mariage à Washington, DC après avoir divorcé d'Augusta. Baby Doe accouche de deux filles avec Horace : Elizabeth Bonduel « Lily » Tabor (née en 1884) et Rose Mary Echo « Silver Dollar » Tabor (née en 1889).  

### Déclin
Tabor postula sans succès au poste de gouverneur du Colorado en 1884, 1886, et 1888. En 1893, le repeal (abrogation) du Sherman Silver Purchase Act (qui garantissait que le Trésor américain achète la production d'argent) anéantit sa fortune et ses actifs furent vendus. Tabor fut contraint de travailler comme mineur dans un des mines lui restant, près de Boulder. Plus tard il retourna à Leadville, où il travailla comme journalier, emportant les scories des mines avec une brouette.
En 1898, il est nommé maître de postes de Denver, ce qui lui fournit un salaire de 3500 de dollars par an. Mais cette stabilité fut de courte durée parce qu'il décéda en 1899. Une légende allègue qu'il aurait exhorté Baby Doe sur son lit de mort de se tenir au Matchless Mine, croyant qu'il pourrait encore produire des millions de dollars d'argent. Selon l'Encylopédie de Colorado cette histoire, promulguée de deux historiens de Colorado, était plus tard réfutée . Baby Doe pourtant revint à Leadville, où elle vécut dans une cabine près du Matchless Mine, qui était inondé et pour la plupart épuisé de ses gisements d'argent.
Sa femme décéda dans la pauvreté en 1935 et elle inspira une pièce de Douglas Moore. Peu d'années après la mort de Baby Doe, les habitants de Denver paient à transfèrer les restes de Horace Tabor au cimetière Mount Olivet, où il est réenterré à côté de sa femme.